# Melangyna
Melangyna (лат.) — род двукрылых из семейства журчалок.

## Описание
Длина тела имаго 6—12 мм. Лицо обычно полностью жёлтое или затемненное только основания усиков. Среднеспинка обычно блестяще-чёрная. Щиток от тускло-желтого до черновато-коричневого цвета. Брюшко не окаймлённое, с почти с параллельными сторонами. Тергиты брюшка с жёлтыми или серебристыми треугольным и прямоугольными пятнам или полосами. Стерниты желтые, с темными полосами или полосами или полностью черные.

## Экология
Личинк питаются тлями.

## Систематика
Род разделяют на три подрода Austrosyrphus, Melangyna и Melanosyrphus. В составе рода:
- Melangyna abietis Matsumura, 1918
- Melangyna ambustus Walker, 1852
- Melangyna arctica Zetterstedt, 1838
- Melangyna arsenjevi Mutin, 1986
- Melangyna barbifrons Fallén, 1817
- Melangyna basarukini Mutin, 1998
- Melangyna cincta Fallen, 1817
- Melangyna cingulata Egger, 1860
- Melangyna coei Nielsen, 1971
- Melangyna collatus Walker, 1852
- Melangyna damastor Walker, 1849
- Melangyna dichoptica Vockeroth, 1969
- Melangyna ericarum Collin, 1946
- Melangyna evittata Huo & Ren, 2007
- Melangyna fisherii Walton, 1911
- Melangyna grandimaculata Huo & Ren, 2007
- Melangyna guttata Fallen, 1817
- Melangyna heilongjiangensis Huo, 2006
- Melangyna hwangi He & Li, 1992
- Melangyna jacksoni Bigot, 1884
- Melangyna kolomyietzi Violovitsh, 1965
- Melangyna labiatarum Verrall, 1901
- Melangyna lasiophthalma Zetterstedt, 1843
- Melangyna lucifera Nielsen, 1980
- Melangyna macromaculata Mutin, 1998
- Melangyna novaezelandiae Macquart, 1855
- Melangyna ochreolinea Hull, 1944
- Melangyna olsujevi Violovitsh, 1956
- Melangyna pavlovskyi Violovitsh, 1956
- Melangyna qinlingensis Huo & Ren, 2007
- Melangyna quadrimaculata Verrall, 1873
- Melangyna remotus Brunetti, 1923
- Melangyna sellenyi Schiner, 1868
- Melangyna sexguttata Meigen, 1838
- Melangyna stackelbergi Violovitsh, 1980
- Melangyna subfasciata Curran, 1925
- Melangyna triangulifera Zetterstedt, 1843
- Melangyna tsherepanovi Violovitsh, 1965
- Melangyna umbellatarum Fabricius, 1794
- Melangyna vespertina Vockeroth, 1980
- Melangyna viridiceps Macquart, 1847
- Melangyna xiaowutaiensis Huo & Ren, 2007

## Распространение
Встречаются в Голарктике, Ориентальной области, Новой Гвинее, Океании, Новой Зеландии и Австралии.